# マーク・ローランド
マーク・ローランド （Mark Rowland、1963年3月7日 - )は、イギリスの陸上競技選手。ウェスト・サセックスのウォーターズフィールド出身。
ローランドは1988年ソウルオリンピック3000m障害に出場。まったくの無名選手であったが、金・銀を獲得したケニアの選手に続き、銅メダルを獲得し周囲をあっといわせた。この大会で彼が出した8分7秒96のタイムは現在でもイギリス記録である。
1990年のヨーロッパ選手権でも、彼は銀メダルを獲得している。

## 主な実績
| 年   | 大会                 | 場所                       | 種目      | 結果 | 記録      |
| ---- | -------------------- | -------------------------- | --------- | ---- | --------- |
| 1988 | オリンピック         | ソウル（韓国）             | 3000m障害 | 3位  | 8分07秒96 |
| 1990 | ヨーロッパ陸上選手権 | スプリト（ユーゴスラビア） | 3000m障害 | 2位  | 8分13秒27 |